# 瓦魯魯米科查湖
13°43′24″S 71°6′49″W / 13.72333°S 71.11361°W
瓦魯魯米科查湖（Huarurumicocha），是秘魯的湖泊，位於該國南部庫斯科大區的基斯皮坎奇省，處於哈圖努馬山東北面和瓊皮山以西的韋爾卡努塔山脈地區。